# Danny Harris
Daniel Lee „Danny” Harris (ur. 7 września 1965 w Torrance) – amerykański lekkoatleta specjalizujący się w długich biegach płotkarskich, srebrny medalista letnich igrzysk olimpijskich z Los Angeles (1984) w biegu na 400 metrów przez płotki.

## Sukcesy sportowe
- dwukrotny mistrz Stanów Zjednoczonych w biegu na 400 m ppł – 1986, 1991[1]
- trzykrotny mistrz organizacji National Collegiate Athletic Association w biegu na 400 m ppł – 1984, 1985, 1986[2]

| Rok  | Miasto      | Zawody               | Konkurencja       | Wynik         |
| ---- | ----------- | -------------------- | ----------------- | ------------- |
| 1984 | Los Angeles | igrzyska olimpijskie | bieg na 400 m ppł | srebrny medal |
| 1987 | Rzym        | mistrzostwa świata   | bieg na 400 m ppł | srebrny medal |
| 1991 | Tokio       | mistrzostwa świata   | bieg na 400 m ppł | 5. miejsce    |

## Rekordy życiowe
- bieg na 200 metrów – 20,91 – Evanston 26/05/1984
- bieg na 400 metrów – 45,19 – Katania 13/09/1986
- bieg na 400 metrów (hala) – 45,89 – San Sebastián 20/02/1990
- bieg na 110 metrów przez płotki –  14,00 – Boulder 18/05/1986
- bieg na 400 metrów przez płotki – 47,38 – Lozanna 10/07/1991